# Jura Levy
Jura Levy (* 4. November 1990) ist eine jamaikanische Sprinterin.

## Leben
Sie besuchte das South Plains College.

## Sportliche Leistungen
2011 wurde sie Zentralamerika- und Karibik-Vizemeisterin über 100 Meter. Bei den Weltmeisterschaften in Daegu erreichte sie über dieselbe Distanz das Halbfinale. Durch ihren Einsatz im Vorlauf trug sie dazu bei, dass die jamaikanische Stafette die Silbermedaille in der 4-mal-100-Meter-Staffel gewann.
2017 siegte Levy mit der jamaikanischen 4-mal-200-Meter-Staffel mit neuem Meisterschaftsrekord von 1:29,04 min bei den IAAF World Relays 2017 auf den Bahamas in der Besetzung Jura Levy, Shericka Jackson, Sashalee Forbes, Elaine Thompson.

## Persönliche Bestzeiten
- 60 m (Halle): 7,31 s, 11. Februar 2011, Fayetteville
- 100 m: 11,10 s, 24. Juni 2011, Kingston
- 200 m: 22,76 s, 21. Mai 2011, Hutchinson
  - Halle: 23,61 s, 12. Februar 2011, Fayetteville
- 400 m: 53,58 s, 2. April 2011, Lubbock